# Papilio isidorus
Papilio isidorus là một loài bướm thuộc họ Papilionidae. Nó được tìm thấy ở Trung và Nam Mỹ.
Sải cánh dài khoảng 80 mm.
Ấu trùng ăn các loài Citrus và Zanthoxylum.

## Phân loài
- Papilio isidorus isidorus (Bolivia, Peru)
- Papilio isidorus rhodostictus Butler & Druce, 1874 (Costa Rica, Panama)
- Papilio isidorus flavescens Oberthür, 1879 (Colombia, Ecuador)
- Papilio isidorus brises Rothschild & Jordan, 1906 (Colombia)
- Papilio isidorus nymphius Rothschild & Jordan, 1906 (Colombia)
- Papilio isidorus pacificus Rothschild & Jordan, 1906 (Colombia, tây Ecuador)
- Papilio isidorus autana  (Racheli & Racheli, 1995)  (Venezuela)
- Papilio isidorus tingo  (Racheli & Racheli, 1995)  (Peru)

## Hình ảnh

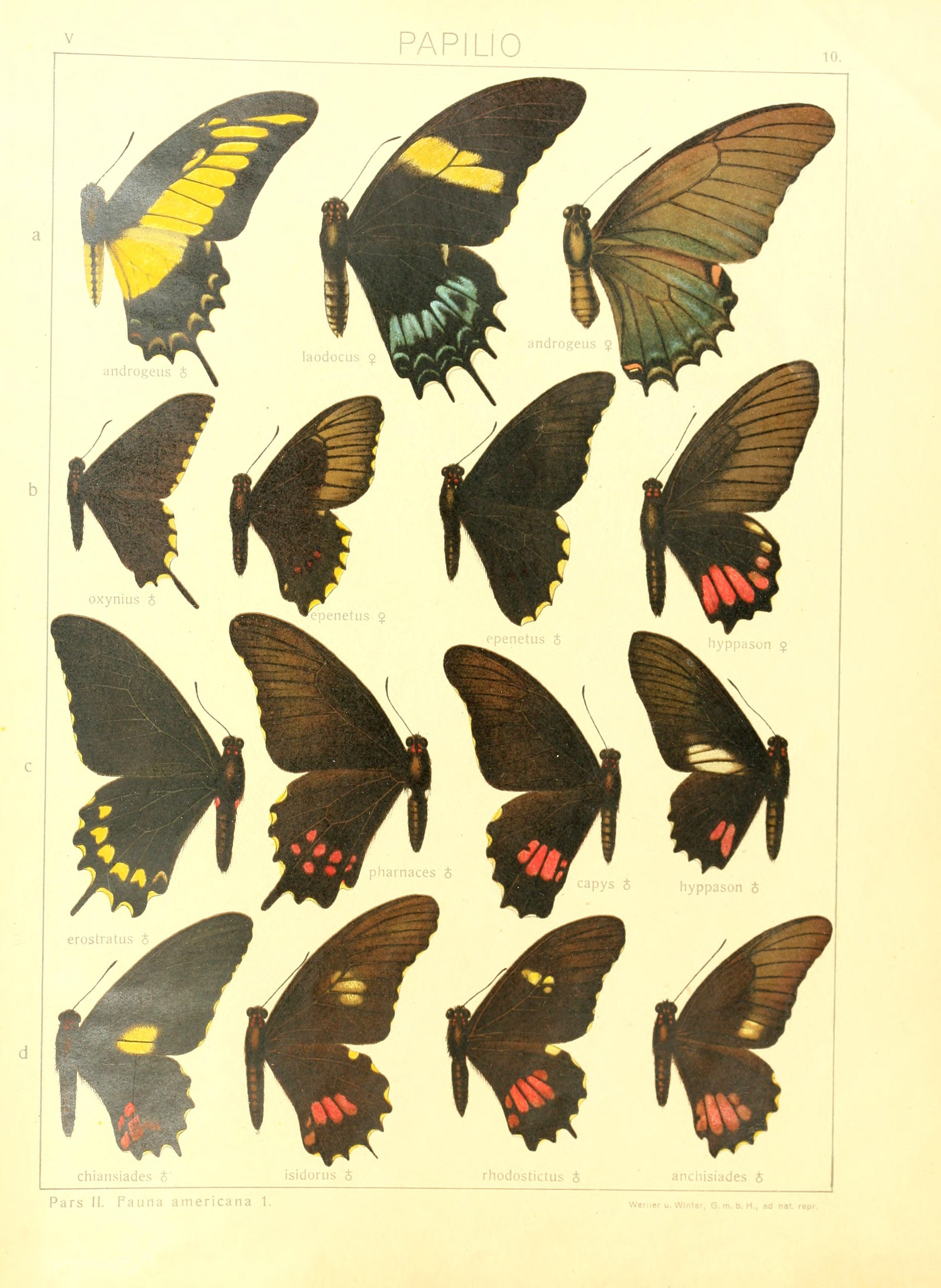